# Economia
Economia a.s. – czeskie przedsiębiorstwo mediowe z siedzibą w Pradze. Zostało założone w 1990 r. Jest wydawcą dziennika „Hospodářské noviny” i tygodnika „Respekt” oraz właścicielem szeregu serwisów informacyjnych. Od 1999 r. większościowym udziałowcem był niemiecki Verlagsgruppe Handelsblatt, aż do przejęcia tejże grupy przez Zdenka Bakalę (2008).